# Rossy Mukendi
Pour les articles homonymes, voir Mukendi.
Rossy Mukendi Tshimanga, né le 12 décembre 1982 et mort le 25 février 2018, est un militant catholique et pro-démocratie congolais, tué au cours d'une manifestation pacifique à Lemba par les forces de l'ordre le 25 février 2018.

## Biographie
Issu du parti Scod (alors dirigé par Jean-Claude Muyambo Kyassa), Rossy Mukendi suit des études durant les années 2000 et devient assistant au département relations internationales à l’Université pédagogique nationale de Kinshasa.
Par ailleurs, il était champion d'arts martiaux :
- médaille d'or à des Jeux africains[2][source insuffisante] ;
- trois fois champion de RDC de ju-jitsu[2].

En 2016, il crée le « Collectif 2016 » qui milite pour un fonctionnement plus démocratique en RDC.
En 2017, il est arrêté à deux reprises et emprisonné pendant près d’un mois par les autorités.

## Mort
Le procès relatif aux circonstances du décès de Rossy Mukendi s'ouvre en mai 2018,.
Le 10 janvier 2022, la commissaire de police mise en examen pour son meurtre a été jugée coupable et condamnée à une peine de prison à vie assortie de dix ans de sûreté incompressible.